# Valley Springs (Dakota del Sur)
Valley Springs es una ciudad ubicada en el condado de Minnehaha en el estado estadounidense de Dakota del Sur. En el Censo de 2010 tenía una población de 759 habitantes y una densidad poblacional de 358,69 personas por km².

## Geografía
Valley Springs se encuentra ubicada en las coordenadas 43°35′1″N 96°27′57″O / 43.58361, -96.46583. Según la Oficina del Censo de los Estados Unidos, Valley Springs tiene una superficie total de 2.12 km², de la cual 2.12 km² corresponden a tierra firme y (0%) 0 km² es agua.

## Demografía
Según el censo de 2010, había 759 personas residiendo en Valley Springs. La densidad de población era de 358,69 hab./km². De los 759 habitantes, Valley Springs estaba compuesto por el 95.92% blancos, el 0.53% eran afroamericanos, el 0.66% eran amerindios, el 0.13% eran asiáticos, el 0% eran isleños del Pacífico, el 0.79% eran de otras razas y el 1.98% pertenecían a dos o más razas. Del total de la población el 1.19% eran hispanos o latinos de cualquier raza.